# Cormoran moucheté
Phalacrocorax punctatus
Espèce
Statut de conservation UICN

 LC  : Préoccupation mineure
Le Cormoran moucheté  (Phalacrocorax punctatus) est une espèce d'oiseau de mer endémique de la Nouvelle-Zélande. Il est localement connu sous le nom de parekareka.

## Description
Comparé aux cormorans typiques, le Cormoran moucheté est un oiseau au plumage clair. Son dos est marron. Son ventre est d'un bleu-gris pâle (apparaissant souvent blanc), et le blanc continue jusqu'aux côtés du bec et de la face, mais la gorge et le haut de la tête sont bleu-vert foncé. Durant la saison des amours, il est coiffé d'une double crête voyante. Il existe un léger dimorphisme sexuel.

## Alimentation
Les cormorans mouchetés se nourrissent en mer, souvent en groupes importants, attrapant leurs proies en pleine eau plutôt qu'au fond. Les sardines et les anchois sont des proies très appréciées.

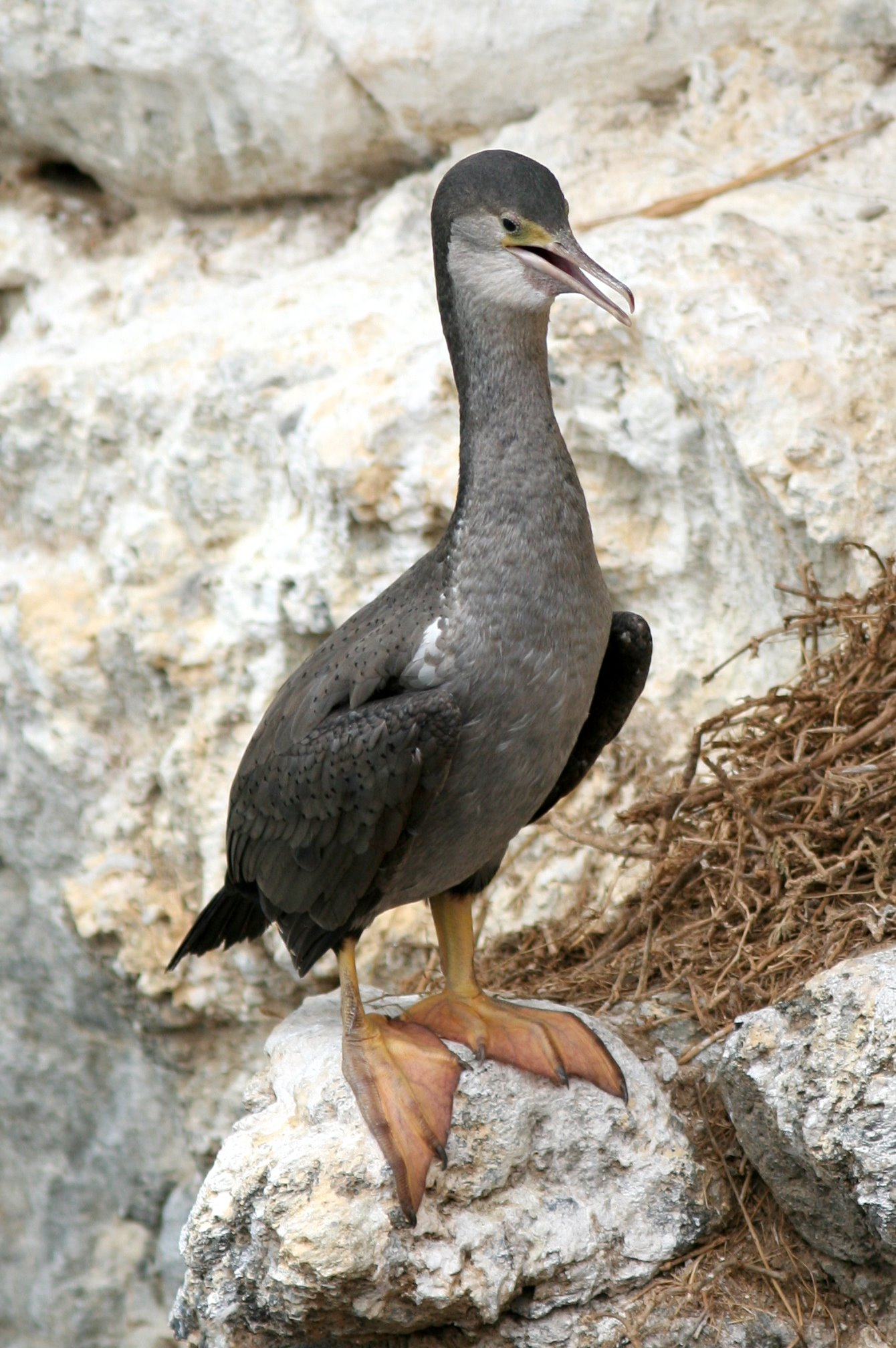
Juvénile (noter les taches sur le dos et les ailes)

## Nidification
Les cormorans mouchetés nichent en colonies de 10 à 700 couples, ces colonies se trouvent généralement  sur les bords de falaises côtières (voir la photo de gauche) ou sur des îlots rocheux. Dans l'Île du Sud, ils sont particulièrement facilement observables autour de la Péninsule de Banks ; une importante colonie niche juste au sud de la ville de Christchurch. À Wellington Harbour, il y a une importante colonie sur un affleurement rocheux appelé "Rocher des Cormorans" ("Shag Rock") juste à l'extrême sud-ouest des îles Matiu/Somes.

## Philatélie
Le Cormoran moucheté est représenté sur le timbre new-zélandais de 60 cents émis pour la première fois en 1988, dans une série dédiée aux oiseaux autochtones.

## Sous-espèces
D'après la classification de référence (version 14.1, 2024) de l'Union internationale des ornithologues, le Cormoran moucheté possède 2 sous-espèces (ordre philogénique) :
- Phalacrocorax punctatus punctatus (Sparrman, 1786) ;
- Phalacrocorax punctatus oliveri Mathews, 1930 .